# 小野川不動滝
小野川不動滝（おのがわふどうたき）は福島県北塩原村にある滝である。

## 概要
小野川湖の上流にある。滝のある場所に不動明王が祀られていることが名前の由来。水は磐梯高原中の百貫清水から流れてきており、「小野川湧水」として名水百選に選定されている。
滝の高さは25m。夏は沢登り、冬はスノーシュートレッキングのコースとして人気がある。滝までは遊歩道が整備され、駐車場から20分ほどで滝に到着する。
この遊歩道はかつて森林トロッコ列車が走っていた線路の跡であり、不動滝の前の陸橋の名残を残す石積が残されている。

## 交通アクセス
JR磐越西線猪苗代駅より車で約25分。または磐越自動車道猪苗代磐梯高原インターチェンジより車で約25分。遊歩道入口に駐車場あり。